# ARPU
ARPU (англ. Average revenue per user — середній дохід на одного користувача) — показник, що використовується компаніями зв'язку і означає середній дохід від одного користувача за фіксований часовий інтервал (як правило, за місяць). Також даний параметр використовується й іншими, орієнтованими на користувача, телекомунікаційними (наприклад, інтернет-провайдерами), IT-компаніями та ін. Показник використовується як характеристика успішності бізнесу.